# Saint-Hérent
Saint-Hérent ist eine französische Gemeinde mit 111 Einwohnern (Stand 1. Januar 2022) im Département Puy-de-Dôme in der Region Auvergne-Rhône-Alpes (vor 2016 Auvergne). Sie gehört zum Arrondissement Issoire und zum Kanton Brassac-les-Mines (bis 2015 Ardes).

## Geografie
Saint-Hérent liegt etwa 13 Kilometer südwestlich von Issoire am Ostabhang des Zentralmassivs. Saint-Hérent wird umgeben von den Nachbargemeinden Ternant-les-Eaux und Mareugheol im Norden, Villeneuve im Nordosten, Boudes im Osten, Madriat im Südosten, Ardes im Süden, La Chapelle-Marcousse im Südwesten sowie Dauzat-sur-Vodable im Westen und Nordwesten.

## Bevölkerungsentwicklung
| Jahr                       | 1962 | 1968 | 1975 | 1982 | 1990 | 1999 | 2006 | 2013 |
| Einwohner                  | 136  | 122  | 124  | 109  | 110  | 112  | 108  | 99   |
| Quellen: Cassini und INSEE |      |      |      |      |      |      |      |      |

## Sehenswürdigkeiten
- Kirche Sainte-Claire aus dem 12. Jahrhundert, Monument historique seit 1987

## Weblinks

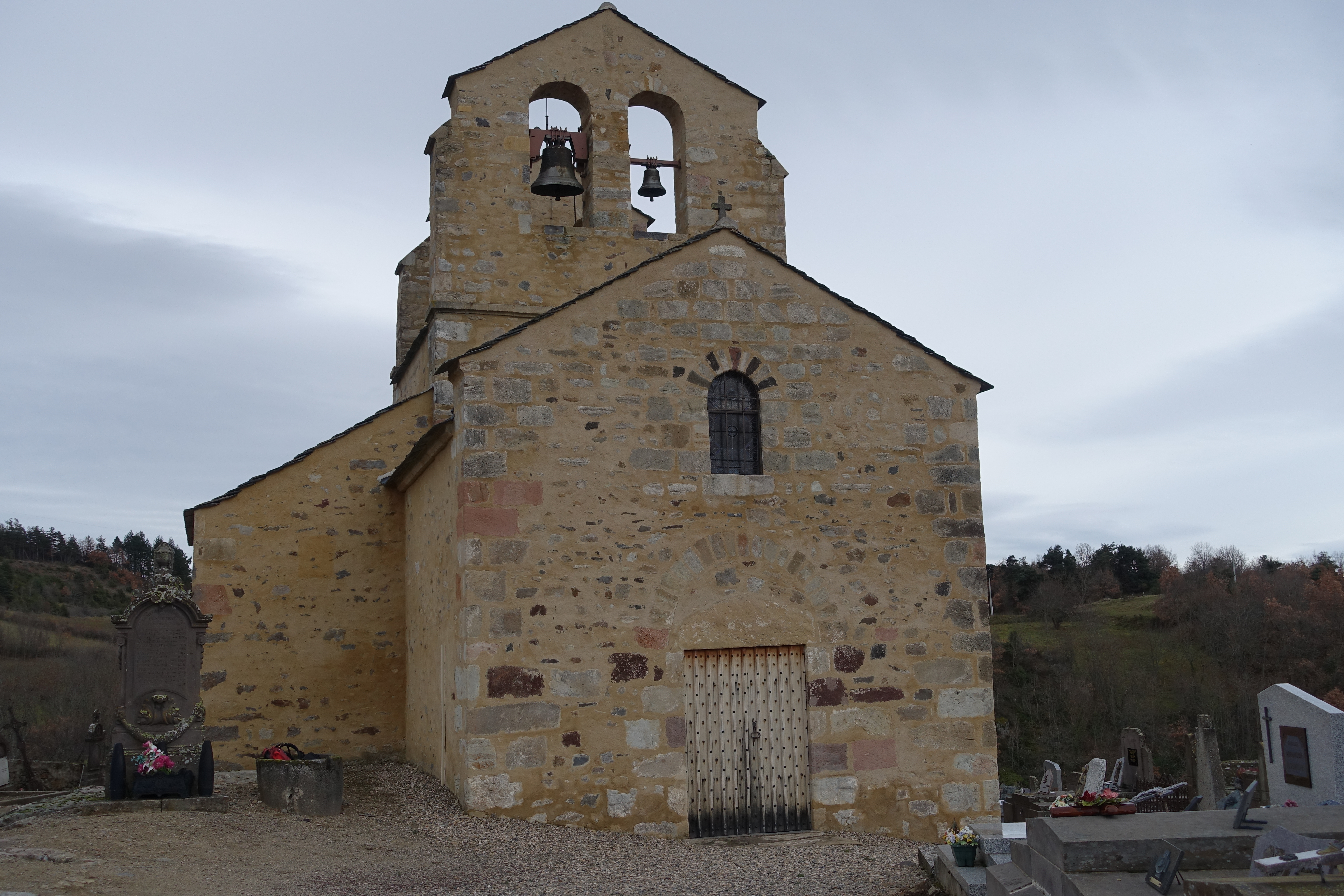
Kirche Sainte-Claire